# 切斯納特里奇 (密蘇里州聖熱訥維耶沃縣)
切斯納特里奇（英語：Chestnut Ridge）是位於美國密蘇里州聖熱訥維耶沃縣的非建制地區。

## 歷史
切斯納特里奇的郵局於1860年設立，其後於1877年停運。

## 地理
切斯納特里奇所處的海拔為高於海平面307米（即1007英呎），而該地所採用的時區為UTC-6，即北美中部時區（CST）。同時該地設有夏令時間，為UTC-6調快一小時，即UTC-5（CDT）。